# Mictlan
Mictlan era o submundo da mitologia asteca. A maioria das pessoas que morrem vão para o Mictlan, embora existam outras possibilidades. (veja a seção "Outros destinos", abaixo) Ele esta localizado distante ao norte, e é composto por nove níveis.
Dizia-se que a viagem do primeiro ao nono nível era difícil e demorava quatro anos, mas os mortos poderiam contar com a ajuda do psicopompo, Xolotl. Os mortos tinham de passar muitos desafios, tais como atravessar uma cordilheira em que as montanhas se chocavam uma contra a outra, um campo com fortes ventos em que voavam facas que raspavam a carne dos ossos, e um rio de sangue com temíveis onças.
Mictlan era governado por um rei, Mictlantecuhtli ("Senhor do Submundo") e sua esposa, Chalmecacihuilt ("Senhora do Submundo").
Outras divindades em Mictlan eram Cihuacoatl (que comandou os espíritos de Mictlan chamados de Civatateo), Acolnahuacatl, Chalmecacihuilt, Chalmecatl e Acolnahuacatl.

## Outros destinos
Além do Mictlan, os mortos também poderiam ir para uma série de outros destinos:
- Guerreiros que morreram em batalha e aqueles que morreram como um sacrifício foram para o leste e acompanham o sol durante a manhã.[3]
- As mulheres que morreram no parto vão para o oeste e acompanham o sol quando ele se põe à noite.[4]
- Pessoas que morreram de afogamento — ou por outras causas que eram vistas ligadas ao deus da chuva Tlaloc, como certas doenças e relâmpagos — vão para um paraíso chamado Tlalocan.[1]